# Silkeborg Kommune
Silkeborg Kommune ist eine dänische Kommune in Jütland. Sie entstand am 1. Januar 2007 im Zuge der Kommunalreform durch Vereinigung der „alten“ Silkeborg Kommune mit den bisherigen Kommunen Gjern und Them im Århus Amt sowie der Kjellerup Kommune im Viborg Amt.
Silkeborg Kommune besitzt eine Gesamtbevölkerung von 99.400 Einwohnern (Stand 1. Januar 2023) und eine Fläche von 850,30 km². Sie ist Teil der Region Midtjylland. Der Sitz der Verwaltung ist in Silkeborg.

## Kirchspielsgemeinden und Ortschaften in der Kommune
Auf dem Gemeindegebiet liegen die folgenden Kirchspielsgemeinden (dän.: Sogn) und Ortschaften mit über 200 Einwohnern  (byområder (dt.: „Stadtgebiete“) nach Definition der Statistikbehörde); Einwohnerzahl am 1. Januar 2023, bei einer eingetragenen Einwohnerzahl von Null hatte der Ort in der Vergangenheit mehr als 200 Einwohner:
| Sogn              | Einwohner | Ortschaft                           | Einwohner     |
| ----------------- | --------- | ----------------------------------- | ------------- |
| Alderslyst Sogn   | 11.264    |                                     |               |
| Balle Sogn        | 13.461    |                                     |               |
| Bryrup Sogn       | 1.917     | Bryrup                              | 1.581         |
| Dallerup Sogn     | 1.741     | Sorring                             | 1.139         |
| Funder Sogn       | 3.994     | Funder Kirkeby                      | 588           |
| Gødvad Sogn       | 8.131     |                                     |               |
| Gjern Sogn        | 1.328     | Gjern                               | 1.406         |
| Grønbæk Sogn      | 2.824     | Ans                                 | 1.905         |
| Grathe Sogn       | 330       |                                     |               |
| Hørup Sogn        | 5.361     | Kjellerup                           | 5.223         |
| Hinge Sogn        | 543       | Nørskovlund                         | < 200         |
| Kragelund Sogn    | 1.249     | Kragelund                           | 770           |
| Lemming Sogn      | 716       | Lemming                             | 278           |
| Levring Sogn      | 538       | Levring                             | < 200         |
| Linå Sogn         | 3.572     | Laven (Teil mehrerer Kommunen) Linå | 379 533       |
| Mariehøj Sogn     | 7.399     |                                     |               |
| Sejling Sogn      | 1.122     | Sejling Skægkær                     | 487 450       |
| Sejs-Svejbæk Sogn | 4.697     | Sejs-Svejbæk                        | 4.593         |
| Serup Sogn        | 638       | Serup                               | < 200         |
| Silkeborg Sogn    | 6.503     | Silkeborg                           | 50.866        |
| Sinding Sogn      | 478       | Sinding                             | 301           |
| Sjørslev Sogn     | 1.068     | Demstrup Sjørslev                   | 274 345       |
| Skannerup Sogn    | 833       |                                     |               |
| Skorup Sogn       | 310       |                                     |               |
| Svostrup Sogn     | 1.554     | Grauballe                           | 773           |
| Them Sogn         | 5.090     | Gjessø Them Salten                  | 842 2.416 667 |
| Thorning Sogn     | 2.059     | Nørre Knudstrup Thorning            | 214 999       |
| Tvilum Sogn       | 2.011     | Fårvang                             | 1.385         |
| Vinderslev Sogn   | 1.171     | Vinderslev                          | 461           |
| Vinding Sogn      | 314       |                                     |               |
| Virklund Sogn     | 3.777     | Virklund                            | 3.683         |
| Vium Sogn         | 628       | Neder Hvam                          | 279           |
| Voel Sogn         | 2.201     | Voel                                | 1.795         |
| Vrads Sogn        | 490       | Vrads                               | < 200         |

1. 1 2 3 4  Nørskovlund hatte 2010 erstmals wieder weniger als 200 Einwohner, Levring und Vdrads hatten 2017 erstmals weniger als 200 Einwohner, Serup 2021.

## Partnerstädte
Die Silkeborg Kommune unterhält eine Städtepartnerschaft mit  Kaiserslautern.